# Pireneitega pyrenaea
Pireneitega pyrenaea är en spindelart som först beskrevs av Simon 1870.  Pireneitega pyrenaea ingår i släktet Pireneitega och familjen mörkerspindlar. Inga underarter finns listade i Catalogue of Life.